# COVID-19-Pandemie auf den Färöern
Die COVID-19-Pandemie tritt auf den Färöern seit März 2020 als Teil der weltweiten COVID-19-Pandemie auf. Ursache der Erkrankung ist der Erreger SARS-CoV-2. Der erste Fall wurde am 4. März 2020 bekanntgegeben. Am 8. Mai wurde die Pandemie auf den Färöern für beendet erklärt. Erst Ende Juli traten einige weitere Fälle auf, die in einer zweiten Welle im August resultierten. Während einer dritten Welle im Dezember 2020 kam es Anfang Januar 2021 erstmals zu einem Todesfall durch COVID-19.

## Verlauf und Maßnahmen

### 2020
Der erste Fall auf den zu Dänemark gehörenden Färöern trat am 4. März 2020 auf. Der Mann aus der Umgebung um Tórshavn hatte sich auf einem Kongress in Paris angesteckt und war bereits am 24. Februar auf die Färöer zurückgekehrt. Zwei Tage später wurde ein weiterer Krankheitsfall einer aus Norditalien zurückgekehrten Person festgestellt. Am 13. März wurde eine weitere Person positiv getestet, die sich in Dänemark angesteckt hatte. Am 14. März stieg die Zahl der positiv Getesteten auf neun Personen, wobei sich erstmals wohl auch Personen untereinander angesteckt hatten. Da eine der Personen in einem Kindergarten arbeitet, wurden über 100 Personen in Quarantäne gesetzt. Die Schulen wurden für zwei Wochen geschlossen, Heimarbeit wurde angeordnet und Menschenansammlungen wurden verboten. Durch die Grenzschließungen Dänemarks wurden auch Flugverbindungen zwischen den Färöern und Norwegen, Island, Schottland und Frankreich ausgesetzt. Die Flugverbindungen nach Dänemark sollten vorrangig dem Krankentransport dienen.
Bis zum 18. März stieg die Zahl der positiv Getesteten auf 58 Personen. Am 22. März überschritt die Zahl die Infizierten die Marke von 100 Personen. Ab Ende März verlangsamte sich die Infektionskurve stark. Am 7. April wurde der vorerst letzte Fall gemeldet. Am 22. April wurden zwei weitere Fälle bekannt, bevor die Inseln am 8. Mai für fallfrei erklärt werden konnten.
Erstmals seit zweieinhalb Monaten wurde am 5. Juli eine einreisende Person positiv getestet, aber nur zwei Tage später konnte das Virus bei ihr nicht mehr nachgewiesen werden. Am 19. Juli wurden drei Mitglieder einer einreisenden Familie ebenfalls positiv getestet. Etwa eine Woche später stieg die Zahl stark an, als rund zwei Dutzend Besatzungsmitglieder des russischen Fischereischiffs Karelia in Klaksvík positiv getestet wurden, wobei zwei Mitglieder ins Krankenhaus eingeliefert werden mussten. Keine der Personen hatte jedoch Kontakt mit der Bevölkerung. Einige Tage später stieg die Zahl erneut durch elf infizierte Besatzungsmitglieder der litauischen Frachtschiffs Cassiopeia in Ánirnar.
Anfang August trat erstmals seit Monaten wieder eine Übertragung des Virus innerhalb der Bevölkerung auf, die sich wahrscheinlich während der Ólavsøka ereignet hatte. In der folgenden Woche wurden rund einhundert Personen positiv getestet. Ende August wurde mehrere Tage lang kein neuer Fall festgestellt, während ein großer Teil der Infizierten Besatzungsmitglieder des russischen Schiffs Jantarny waren, wo am 24. August in Kollafjørður 29 Personen positiv getestet worden waren, die wie bei der Karelia ebenfalls nicht an Land waren. Nachdem Anfang September einige Personen am Flughafen positiv getestet worden waren, traten auch wieder einige Fälle innerhalb der Bevölkerung auf. Bis in die dritte Septemberwoche wurden fast 120.000 Tests vorgenommen, was mehr als dem Doppelten der färöischen Einwohnerzahl entspricht.
Im Dezember begann eine dritte Welle. Am 30. Dezember 2020 wurde mit der Krankenschwester Gunnrið Joensen die erste Person auf den Färöern geimpft.

### 2021
Am 6. Januar 2021 kam es erstmals zu einem coronabedingten Todesfall auf den Färöern, als ein vorerkrankter 68-jähriger Mann im Krankenhaus verstarb. Ein zweiter Todesfall wurde der WHO rund sieben Monate später am 2. Aug. 2021 gemeldet.
Am 7. Januar 2021 waren bereits 902 Personen geimpft, was 1,7 % der Bevölkerung entspricht, am 14. Januar waren es 1712 (3,2 %) und am 28. Januar 3687 (7,0 %). Eine Person war bereits zum zweiten Mal geimpft.
Am 17. Februar wurde wegen niedriger Infektionszahlen die Maskenpflicht ausgesetzt. Am 26. Februar wurde vermeldet, dass es erstmals seit dem 3. Juli 2020 keinen bekannten Infektionsfall mehr auf den Färöern gibt. Am 3. März waren 4211 Personen (7,9 %) erstgeimpft und 2830 (5,3 %) zweitgeimpft. Am 7. März waren bereits 3674 Personen (6,9 %) zweitgeimpft. Am 8. März wurden erneut zwei Infektionsfälle bei Ausländern am Flughafen entdeckt, die am 23. März genesen waren. Am 13. April reiste erneut eine infizierte Person ein, ebenso wie am 19. April. Am 22. April waren 9641 Personen (18,2 %) erstgeimpft und 5193 (9,8 %) zweitgeimpft. Es wird erwartet, dass im August jedem ein Impfangebot gemacht worden ist. Am 27. April waren 13.686 Personen (25,8 %) erstgeimpft und 5576 (10,5 %) zweitgeimpft.
Im Mai kam es erneut zu Infektionen, wobei teils nicht mehr zu bestimmen war, wo sich die Personen angesteckt hatten. Am 24. Mai wurden an einem Tag 16 neue Infektionsfälle gezählt. Daraufhin wurden alle Gottesdienste und Fußballspiele abgesagt. Am selben Tag konnten über 1000 Personen geimpft werden, womit 20.071 Personen erstgeimpft und 9.597 Personen zweitgeimpft waren. Die Infektionszahlen stiegen dennoch weiter. Am 10. Juni waren 23.867 Personen (44,8 %) erstgeimpft und 14.375 (27,0 %) zweitgeimpft. Im Juli stiegen die Zahlen weiter stark, wobei sich die Infizierten innerhalb des Landes ansteckten und nicht mehr aus Dänemark kamen.

## Statistik

Bestätigte Infizierte auf den Färöern nach Daten der WHO. Oben kumuliert, unten Tageswerte

Bestätigte Todesopfer auf den Färöern nach Daten der WHO. Oben kumuliert, unten Tageswerte

## Geografische Verteilung

Syslur der Färöer

| Region                  | Jan-Jun 2020 | Jul-Dec 2020 | Jan-Jun 2021 | Jul-Dec 2021 | Jan-Feb 2022 |
| ----------------------- | ------------ | ------------ | ------------ | ------------ | ------------ |
| Norðoyggjar             | 45           | 12           | 9            | 1206         | 2722         |
| Eysturoy                | 21           | 36           | 20           | 1078         | 6204         |
| Norðurstreymoy          | 11           | 11           | 21           | 458          | 1819         |
| Suðurstreymoy           | 95           | 238          | 78           | 1972         | 10920        |
| Vágar                   | 12           | 20           | 14           | 241          | 1546         |
| Sandoy                  | 0            | 7            | 1            | 161          | 522          |
| Suðuroy                 | 3            | 15           | 5            | 89           | 2301         |
| Ausländer               | 0            | 84           | 20           | 86           | 309          |
| Unbekannt               | 0            | 0            | 0            | 11           | 1699         |
| Stand: 25. Februar 2022 |              |              |              |              |              |